# Дригер, Крис
Крис Дригер (англ. Chris Driedger; род. 18 мая 1994, Виннипег) — канадский хоккеист, вратарь клуба КХЛ «Трактор» и сборной Канады по хоккею.

## Карьера

### Клубная
На драфте НХЛ 2012 года был выбран в 3-м раунде под общим 76-м номером клубом «Оттава Сенаторз». Он продолжил играть в WHL за «Калгари Хитмен» в качестве основного вратаря. 1 февраля 2014 года в матче с «Кутеней Айс» забросил шайбу, став при этом шестым вратарём в истории лиги и первым в истории клуба. Помимо этого он обошёл Мартина Джонса по количеству сэйвов во время выступления за клуб, имея на счету 3390 сэйвов.
1 апреля 2014 года подписал с «Оттавой» трёхлетний контракт новичка. За четыре сезона пребывания в «Оттаве» он сыграл только три игры, играя преимущественно за фарм-клубы «Бингхэмтон Сенаторз» и «Эвансвилл Айсмэн».
3 июля 2018 года в качестве свободного агента подписал однолетний контракт с «Спрингфилд Тандербёрдс» фарм-клубом «Флорида Пантерз». В новом сезоне он играл и за «Тандербёрдс» и другой фарм-клуб «Манчестер Монаркс»; в общей сумме он сыграл 44 матча и оформил 2 шатаута.
30 апреля 2019 года он продлил контракт с «Флоридой» на два года. 30 ноября 2019 года в матче против «Нэшвилл Предаторз» (3:0) он заработал первый шатаут в карьере.
После двух проведённых сезонов в составе «пантер» он был выбран на драфте расширения клубом-новичком лиги «Сиэтл Кракен», с которым подписал трёхлетний контракт. Часть нового сезона он пропустил из-за постоянных травм, но при этом сыграл 27 игр, в которых одержал 9 побед в том числе и 1 шатаут. Из-за травмы, полученной в финале чемпионата мира, он не сыграл ни одного матча в регулярном сезоне 2022/23, пропустив весь сезон, восстанавливаясь от травмы.
2 июля 2024 года в качестве свободного агента подписал однолетний контракт с «Флоридой Пантерз» на сумму $795.000 млн.
5 марта 2025 года был обменян в «Виннипег Джетс» на вратаря Каапо Кяхканена.
17 июня 2025 года подписал однолетний контракт с хоккейным клубом «Трактор»

### Международная
В составе сборной Канады стал серебряным призёром на ЧМ-2022; по ходу турнира он стал основным вратарём, но в проигранном финале со сборной Финляндии (4:3 ОТ) получил травму и был заменён на Мэтта Томкинса.